# Zbrankivți, Ovruci
Zbrankivți (în ucraineană Збраньківці) este un sat în comuna Kolesnîkî din raionul Ovruci, regiunea Jîtomîr, Ucraina.

## Demografie
Componența lingvistică a localității Zbrankivți
     Ucraineană (100%)
Conform recensământului din 2001, toată populația localității Zbrankivți era vorbitoare de ucraineană (100%).